# Vzor36 81mm迫撃砲
Vzor 36 81mm迫撃砲（8cm minomet vz.36）はチェコスロヴァキア製の砲口装填式軽迫撃砲である。

## 概要
初期の迫撃砲であるフランス製ブラント81mm迫撃砲Mle27/31のライセンス生産型である。
本型以前に制作された8.14cm迫撃砲はドイツ国防軍によって使用されており、8.14cm迫撃砲278(t)の名称が与えられていた。チェコスロバキア軍が採用した本型はこれよりわずかに口径の小さなものであり、異なる規格の砲弾を使用するものであった。砲口に装着する回転弾倉6連発の自動装填装置もあったが実戦使用はごく僅かなものであった。
1938年にはドイツ軍によって接収され、8cm迫撃砲M.36(t)の名称が与えられた。

## 諸元
- 口径：81.3mm　（3.2インチ）
- 砲身長：1165mm　（45.86インチ）
- 重量：62kg　（136.7ポンド）
- 最大射程：重弾　1200m　（1313ヤード）　軽弾　3400m　（3720ヤード）
- 砲弾重量：重弾　6.85kg　（15.1ポンド）　軽弾　3.26kg　（7.19ポンド）